# Resolució 1907 del Consell de Seguretat de les Nacions Unides
La Resolució 1907 del Consell de Seguretat de les Nacions Unides, adoptada el 23 de desembre de 2009, va imposar un embargament d'armes a Eritrea, va prohibir viatjar als seus líders i va congelar els béns d'alguns dels alts funcionaris polítics i militars del país després d'haver acusat al govern d'Eritrea d'ajudar a Al-Xabab a Somàlia i, segons sembla, es va negar a retirar tropes de la seva disputada frontera amb Djibouti, després d'un conflicte en 2008. La Unió Africana i altres organitzacions ha fet una crida al Consell de Seguretat per sancionar Eritrea alguns mesos.
La resolució va ser presentada per Uganda, i Burkina Faso va dirigir el procediment. Va ser aprovat per 13 vots a favor, Líbia votà en contra i la República Popular de la Xina es va abstenir. Ambdós països van dir que les sancions no eren un mètode eficaç per la reconciliació.
L'ambaixador d'Eritrea, Araya Desta, va condemnar la resolució, titllant-la de "vergonyosa" i "fabricació de mentides" dels Estats Units i el "règim etíop", i va afirmar que no afectaria el país. També va negar el suport d'Eritrea als militants somalis, afirmant que "els somalis són els nostres germans". Al mateix temps, els ambaixadors de Somàlia i Djibouti van recolzar fortament el resultat.
La Unió Africana, ferma partidària del govern somali, havia demanat al Consell de Seguretat que imposés les sancions.

## Esdeveniments posteriors
Les sancions es van veure reforçades el 5 de desembre de 2011. El 16 de juliol de 2012, un informe del Grup de seguiment de les Nacions Unides va declarar que "no havia trobat evidències de suport directe d'Eritrea a Al-Xabab l'any passat". A l'octubre de 2012, el govern d'Eritrea ha demanat l'aixecament de les sancions arran les notícies que afirmaven que la Xina, Rússia i Sud-àfrica havien expressat el seu suport perquè fossin aixecades.